# Las Vegas Sun
O Las Vegas Sun é um jornal de Las Vegas, Estados Unidos. Foi vencedor do Prêmio Pulitzer em 2009.